# Символика новосибирского Академгородка
Новосибирский Академгородок не имеет официально утвержденного герба, но в то же время имеет собственную развитую символическую систему.

## «Сигма»
В качестве эмблемы или герба Новосибирского Академгородка чаще всего используется эмблема Сибирского отделения Российской академии наук, как правило именуемую, по её главной фигуре — «Сигмой». На самом деле эмблема представляет собой греческую букву «Сигма» на фоне кривой прибора осциллографа, заключенных в круг. Автор эмблемы — новосибирский художник Надежда Алексеевна Савельева (1933—1985).
Существует два основных толкования значения данной эмблемы. Согласно первому, греческая буква сигма используется здесь в своем математическом смысле — как обозначение понятия «сумма» и иллюстрирует концепцию основателя Сибирского отделения М. А. Лаврентьева о соединении (суммировании) потенциалов фундаментальной науки, образования и прикладных исследований. Согласно второму, «сигма» является аббревиатурой географического имени «Сибирь», а греческий алфавит отсылает к научной традиции, то есть эмблема символизирует понятие «Наука в Сибири».

## Здания-символы
Неофициальными символами Академгородка являются здания Дома Ученых и Главного корпуса Новосибирского государственного университета, а также изображения белки и сосен.